# Love is Blind: Sverige
Love is Blind: Sverige är ett svenskt dejtingprogram som hade premiär på strömningstjänsten Netflix den 12 januari 2024 och programledare är Jessica Almenäs. Första säsongen består av 10 avsnitt. Serien är en svensk version av den amerikanska förlagan Love is Blind, vars första säsong hade premiär på Netflix år 2020.
Programmet spelas in i Strängnäs i den gamla arenan Svenska Hem Arena.

## Handling
I serien dejtar och förlovar sig singlar med varandra utan att ha sett varandra i verkligheten. När de första ses måste de bestämma sig för om de ska gifta sig eller avsluta relationen.

## Medverkande

### Säsong 1
- Meira Omar – deltagare
- Oskar Nordstrand – deltagare
- Amanda Rincón Jonegård – deltagare
- Sergio Rincón – deltagare
- Krissy Hedenstedt – deltagare
- Rasmus Hedenstedt – deltagare
- Emilia Holmqvist – deltagare
- Lucas Gustavsson – deltagare
- Catja Lövstrand – deltagare
- Christofer Pocock – deltagare